# Метнер, Николай Карлович
Никола́й Ка́рлович Ме́тнер (24 декабря 1879 (5 января 1880), Москва, Российская империя ― 13 ноября 1951, Лондон, Великобритания) ― русский композитор и пианист.

## Биография
Николай Метнер родился 24 декабря 1879 года (5 января 1880) в Москве.
Предки Метнера имели скандинавское происхождение (отец ― датское, мать ― шведско-немецкое), но ко времени его рождения семья уже на протяжении многих лет жила в России; в частности, по одной из линий его прадедом и прабабкой были Фридрих Альберт (Фёдор Фёдорович) Гебхард и его жена Мария Хедвиг Гебхард, оперные певцы, дебютировавшие на московской и петербургской сцене в первые годы XIX века. Первые уроки игры на фортепиано он получил в возрасте шести лет от матери, затем учился у своего дяди, Фёдора Гедике (отца Александра Гедике). В 1892 году Метнер поступил в Московскую консерваторию, где обучался в классах Анатолия Галли, Пауля Пабста, Василия Сапельникова и Василия Сафонова, и в 1900 году окончил её с большой золотой медалью. Композицией Метнер занимался самостоятельно, хотя в студенческие годы брал уроки теории у Николая Кашкина и гармонии ― у Антона Аренского.
Вскоре после окончания консерватории Метнер принял участие в конкурсе пианистов имени Рубинштейна, на котором заслужил почётный отзыв от влиятельного жюри, однако, по совету Сергея Танеева и своего старшего брата Эмилия вместо концертной карьеры серьёзно занялся композицией, выступая лишь изредка, и в основном с собственными сочинениями. В 1903 году некоторые из его произведений появились в печати. Соната f-moll привлекла внимание известного польского пианиста Иосифа Гофмана, своё внимание на музыку молодого композитора обратил Сергей Рахманинов (ставший в более поздние годы одним из ближайших друзей Метнера). В 1904―1905 и 1907 годах Метнер выступил с концертами в Германии, но не произвёл на критиков особого впечатления. В то же время в России (и в особенности в Москве) у него появилось немало почитателей и последователей. Признание Метнера как композитора пришло в 1909 году, когда ему была присуждена Глинкинская премия за цикл песен на слова Иоганна Вольфганга Гёте. Первой исполнительницей ряда его песен стала Валентина Дмитриевна Философова, дочь генерала Дмитрия Философова.
Метнер принимал активное участие в деятельности «Дома песни». Вскоре он получил место профессора фортепианного класса Московской консерватории, а в 1916 году ― ещё одну Глинкинскую премию за фортепианные сонаты. Н. К. Метнер состоял членом совета Российского музыкального издательства, учреждённого в 1909 году Сергеем Кусевицким, в котором, помимо него, состояли также Александр Гедике, Сергей Рахманинов, Александр Скрябин (позднее его место занял Александр Оссовский), Николай Струве.
В 1921 году Метнер вместе с женой эмигрировал в Германию, где, однако, интерес к его музыке был ничтожно мал, а концертных предложений почти не поступало. Финансовую помощь Метнеру оказал Рахманинов, организовавший концертный тур пианиста по США в 1924―1925 годах. Вернувшись в Европу, Метнер осел в Париже, но там, как и в Германии, его сочинения не пользовались большим успехом. Круг друзей Метнера в это время был небольшим и состоял в основном из русских эмигрантов. Среди немногих современных ему музыкантов во Франции, почитавших его творчество, был Марсель Дюпре.
3 ноября 1927 года Метнер вместе с Цецилией Ганзен выступал в концерте, состоявшемся в доме М. Дюпре в Медоне. Они сыграли Сонату № 2 G-dur, op. 44.
В 1927 году Метнер выступил с концертами в Советской России, а год спустя ― в Великобритании, где композитор получил звание почётного члена Королевской академии музыки и с успехом исполнил собственный Второй концерт с оркестром Королевского филармонического общества. Радушный приём, оказанный ему, сподвиг его на то, чтобы постоянно поселиться в Лондоне. В 1929―1930 годах Метнер провёл новую серию концертов в Северной Америке, однако сотрудничавшее с ним концертное агентство обанкротилось, и лишь с помощью Рахманинова ему удалось избежать финансовых трудностей.
Наблюдая за развитием современной ему композиторской техники, Метнер в начале 1930-х годов решил выразить в печати собственную эстетику, считавшуюся современниками чересчур консервативной. В своей книге «Муза и мода», вышедшей в Париже в 1935 году, композитор изложил свои взгляды на непреложные законы искусства и выразил мнение, что модные модернистские течения в музыке являются не более чем заблуждениями, разрушающими связь между душой музыканта и его творчеством.
В октябре 1935 композитор с женой окончательно обосновался в Лондоне. Успех его концертов, частное преподавание и контракт с немецким издательством обеспечивали ему достойное существование вплоть до начала Второй мировой войны, когда Метнеры вынуждены были переехать в Уорикшир, где их приняла семья пианистки Эдны Айлс. В 1942 году у Метнера случился инфаркт, но уже в феврале 1944 он смог исполнить в Королевском Альберт-холле своё новое сочинение ― Третий концерт.
Последние годы жизни Метнера, несмотря на его болезнь, были насыщены событиями. В 1946 году индийский махараджа выделил сумму на основание Метнеровского общества, что позволило пианисту в течение ближайших лет сделать записи практически всех своих крупнейших сочинений. Эти записи составляют часть золотого фонда мировой музыкальной культуры и дают наглядное представление о мастерстве музыканта.
Скончался Н. К. Метнер 13 ноября 1951 года, похоронен в Лондоне на кладбище Хендон (Hendon Cemetery).
В 1959―1963 годах в Москве было издано собрание сочинений композитора в двенадцати томах.
В 2006 году пианистом Борисом Березовским организован Международный фестиваль Николая Метнера («Метнер-фестиваль»). В 2006 и 2007 годах фестиваль прошёл сразу в нескольких российских городах — Екатеринбурге, Владимире и Москве. В 2016 году пианисткой Анастасией Мазанкиной в Санкт-Петербурге был основан Международный конкурс памяти Николая Метнера.

## Творчество

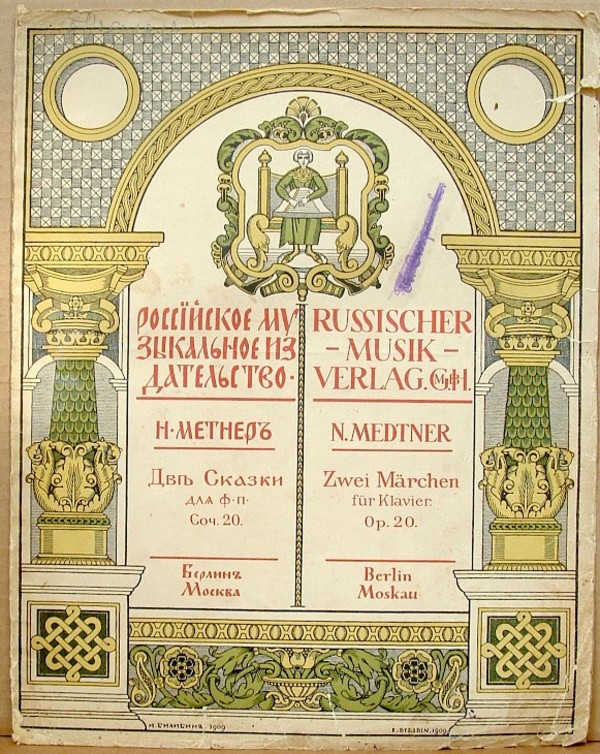

Один из последних композиторов-романтиков, Николай Метнер занимает важнейшее место в истории русской музыки, наряду с Александром Скрябиным, Сергеем Рахманиновым и Сергеем Прокофьевым, в ряду которых он справедливо упоминается до сего времени.
Стиль музыки Метнера отличается от большинства его современников. Русский дух гармонично сочетается в нём с классическими западными традициями ― идеальным структурным единством, мастерством полифонического письма, чёткостью и строгостью сонатной формы. Русская и немецкая стороны его музыкальной личности ярко проявляются в его отношении к мелодической составляющей, которая варьируется от русских мотивов («Русская сказка») до тончайшего лиризма (Второй концерт). Несмотря на сильное влияние старшего брата Эмилия, Николай Метнер никогда не увлекался модернизмом, его гармония насыщена и изысканно богата, но практически не выходит за классические рамки, сформировавшиеся в XIX веке. Ритмическая составляющая, с другой стороны, иногда весьма усложняется ― Метнер порой использует различные виды полиритмии. При этом музыкальный язык композитора выражен и узнаваем, он практически не претерпел изменений в течение его творческой жизни.
Доминирующее место в музыкальном наследии Метнера занимает фортепиано ― у композитора нет ни одного сочинения, в котором не был бы задействован этот инструмент. Великолепный пианист, Метнер тонко чувствовал выразительные возможности фортепиано, его произведения предъявляют к исполнителю весьма высокие технические требования.
Три фортепианных концерта ― единственные произведения, в которых Метнер использовал оркестр; все они, особенно Первый, и сегодня остаются очень популярными и у исполнителей, и у слушателей. Особое место занимают четырнадцать фортепианных сонат. Это разнообразные по масштабу сочинения, от небольших одночастных сонат из Триады до эпической e-moll’ной сонаты, соч. 25 № 2, которая в полной мере раскрывает мастерство композитора во владении крупномасштабной структурой и глубиной тематического проникновения. Среди других сочинений Метнера для фортепиано соло выделяются тридцать восемь разнообразных по характеру, изящных и мастерски написанных миниатюр, озаглавленных автором как «Сказки». Камерные сочинения Метнера включают в себя три сонаты для скрипки с фортепиано, несколько небольших пьес для того же состава и фортепианный квинтет. Наконец, ещё одна важная и интересная область творчества Метнера ― вокальные сочинения. На стихи русских и немецких поэтов, в основном, Пушкина и Гёте, им были написаны более сотни песен и романсов, в которых, подобно романсам Рахманинова, богатейшая партия фортепиано играет едва ли не более важную роль, чем певческий голос.

## Сочинения

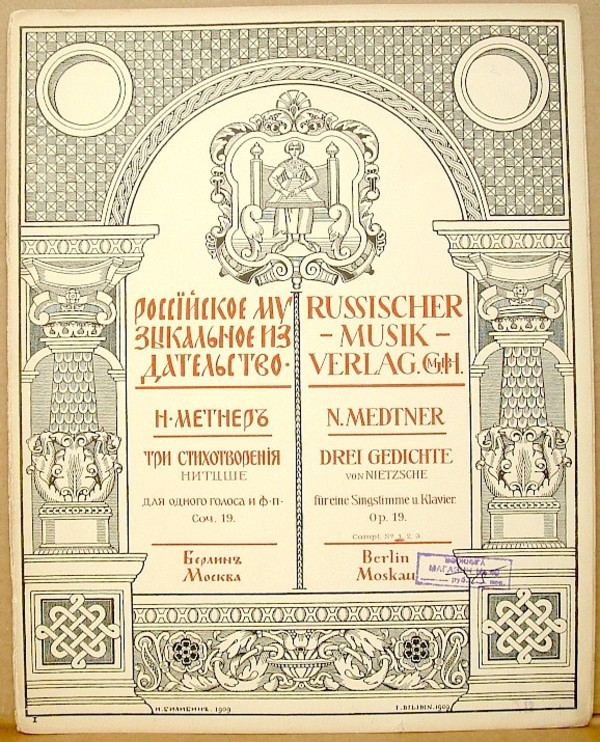

### Концерты для фортепиано с оркестром
- Концерт № 1 c-moll, op. 33 (1914―1918)
- Концерт № 2 c-moll, op. 50 (1920―1927)
- Концерт № 3 e-moll, op. 60 (1940―1943)

### Фортепиано соло
- Восемь картин, ор. 1 (1895―1902): Пролог (Andante cantabile), Allegro con impeto, Maestoso freddo, Andantino con moto, Andante, Allegro con humore, Allegro con ira, Allegro con grazia
- Три импровизации, op. 2 (1896―1900): Русалка (Nixe), Воспоминание о бале (Eine Ball-Reminiscenz), Инфернальное скерцо (Scherzo infernale)
- Четыре пьесы, ор. 4 (1897―1902): Этюд, Каприс, Музыкальный момент «Жалоба гнома», Прелюдия
- Соната f-moll, op. 5 (1895―1903)
- Три арабески, ор. 7 (1901―1904): Идиллия, «Трагический фрагмент» a-moll, «Трагический фрагмент» g-moll
- Две сказки, ор. 8 (1904―1905): c-moll, c-moll
- Три сказки, ор. 9 (1904―1905): f-moll, C-dur, G-dur
- Три дифирамба, ор. 10 (1898―1906): D-dur, Es-dur, E-dur
- Сонатная Триада, ор. 11 (1904―1907): As-dur, d-moll, C-dur
- Две сказки, ор. 14 (1905―1907): «Песнь Офелии» f-moll, «Шествие рыцарей» e-moll
- Три новеллы, ор. 17 (1908―1909): G-dur, c-moll, E-dur
- Две сказки, ор. 20 (1909): № 1 b-moll, № 2 h-moll («Campanella»)
- Соната g-moll, ор. 22 (1901―1910)
- Четыре лирических фрагмента, ор. 23 (1896―1911): c-moll, a-moll, f-moll, c-moll
- Соната-сказка c-moll, ор. 25 № 1 (1910―1911)
- Соната «Ночной ветер» e-moll, op. 25 № 2 (1910―1911)
- Четыре сказки, ор. 26 (1910―1912): Es-dur, Es-dur, f-moll, fis-moll
- Соната-баллада Fis-dur, op. 27 (1912―1914)
- Соната a-moll, op. 30 (1914)
- Три пьесы, ор. 31 (1914): Импровизация, Траурный марш, Сказка
- Четыре сказки, ор. 34 (1916―1917): «Волшебная скрипка» h-moll, e-moll, «Леший» a-moll, d-moll
- Четыре сказки, ор. 35 (1916―1917): C-dur, G-dur, a-moll, cis-moll
- «Забытые мотивы», ор. 38 (1919―1922): Соната-воспоминание (Sonata-Reminiscenza), Грациозный танец (Danza graziosa), Праздничный танец (Danza festiva), Речная песня (Canzona fluviala), Сельский танец (Danza rustica), Вечерняя песня (Canzona serenata), Рождественский танец (Danza silvestra), В духе воспоминаний (Аlla Reminiscenza)
- «Забытые мотивы», ор. 39 (1919―1920): Размышление (Meditazione), Романс (Romanza), Весна (Primavera), Утренняя песнь (Canzona matinata), Трагическая соната (Sonata Tragica)
- «Забытые мотивы», ор. 40 (1919―1920): Танец с пением (Danza col canto), Симфонический танец (Danza sinfonica), Танец цветения (Danza fiorata), Радостный танец (Danza jubilosa), Плавный танец (Danza ondulata), Дифирамбический танец (Danza ditirambica)
- Три сказки, ор. 42 (1921―1924): «Русская сказка» f-moll, c-moll, gis-moll
- Вторая импровизация, ор. 47 (1925―1926)
- Две сказки, ор. 48 (1925): «Танец-сказка» C-dur, «Сказка эльфов» g-moll
- Три гимна труду, ор. 49 (1926―1928): Гимн перед работой, Гимн «У наковальни», Гимн после работы
- Шесть сказок, ор. 51 (1928, посвящаются Золушке и Иванушке-дурачку): d-moll, a-moll, A-dur, fis-moll, fis-moll, G-dur
- Романтическая соната b-moll, op. 53 № 1 (1929―1930)
- Грозовая соната f-moll, op. 53 № 2 (1929―1931)
- Романтические эскизы для юношества, ор. 54 (1931―1932): Прелюдия (Пастораль), Сказка (Птичья сказка), Прелюдия (В темпе сарабанды), Сказка (Скерцо), Прелюдия (Нежный упрёк), Сказка (Шарманщик), Прелюдия (Гимн), Сказка (Нищий)
- Тема с вариациями, ор. 55 (1932―1933)
- Соната-идиллия G-dur, ор. 56 (1935―1937)
- Две элегии, ор. 59 (1940―1944): a-moll, e-moll

Сочинения без номера опуса и неопубликованные
- Траурное адажио e-moll (1894―1895), не опубликовано
- Три пьесы (1895―1896): Пастораль C-dur, Музыкальный момент c-moll, Юмореска fis-moll, не опубликованы
- Прелюдия b-moll (1895―1896), не опубликована
- Шесть прелюдий (1896―1897): C-dur, G-dur, e-moll, E-dur, gis-moll, es-moll
- Прелюдия Es-dur (1897), не опубликована
- Соната h-moll (1897), не опубликована
- Экспромт в духе мазурки b-moll (1897), не опубликован
- Экспромт f-moll (1898), не опубликован
- Сонатина g-moll (1898)
- Две каденции к Четвёртому фортепианному концерту Бетховена (1910)
- Этюд c-moll (1912)
- Сказка d-moll (1915), не опубликована
- Andante con moto B-dur (1916), не опубликована
- Две лёгких фортепианных пьесы (1931): B-dur, a-moll, не опубликованы

### Для двух фортепиано
- «Русский хоровод», ор. 58 № 1 (1940)
- «Странствующий рыцарь», ор. 58 № 2 (1940―1945)

### Камерные сочинения
- Три ноктюрна для скрипки и фортепиано, ор. 16 (1904―1908): d-moll, g-moll, c-moll
- Соната для скрипки и фортепиано № 1 h-moll, op. 21 (1904―1910)
- Две канцоны с танцами для скрипки и фортепиано, op. 43 (1922―1924): C-dur, h-moll
- Соната для скрипки и фортепиано № 2 G-dur, op. 44 (1922―1925)
- Соната для скрипки и фортепиано № 3 e-moll «Эпическая», op. 57 (1935―1938)
- Фортепианный квинтет C-dur, op. posth (1904―1948)

### Вокальные сочинения
- «Молитва» на стихи Лермонтова (1896), не опубликована
- «Эпитафия» на стихи Андрея Белого (1907), не опубликована
- «Wie kommt es?» на стихи Гессе (1946―1949), не опубликована
- «Ангел» на стихи Лермонтова, ор. 1bis (1901―1908)
- Три романса, ор. 3 (1903) на стихи Лермонтова, Пушкина и Фета из Гёте
- Девять песен Гёте, ор. 6 (1901―1905)
- Три стихотворения Гейне, ор. 12 (1907)
- Две песни, ор. 13: «Зимний вечер» (стихи А. С. Пушкина; 1901―1904), «Эпитафия» (стихи А. Белого; 1907)
- Двенадцать песен Гёте, ор. 15 (1905―1907)
- Шесть стихотворений Гёте, ор. 18 (1905―1909)
- Три стихотворения Ницше, ор. 19 (1907―1909)
- Два стихотворения Ницше, ор. 19а (1910―1911)
- Восемь стихотворений Тютчева и Фета, ор. 24 (1911)
- Семь стихотворений Фета, Брюсова, Тютчева, ор. 28 (1913)
- Семь стихотворений Пушкина, ор. 29 (1913)
- Шесть стихотворений Пушкина, ор. 32 (1915)
- Шесть стихотворений Пушкина, ор. 36 (1918―1919)
- Пять стихотворений Тютчева и Фета, ор. 37 (1918―1920)
- Соната-вокализ, ор. 41 № 1 (1922), частично без слов
- Сюита-вокализ, ор. 41 № 2 (1927), без слов
- Четыре песни, ор. 45 (1922―1924)
- Семь песен, ор. 46 (1922―1924)
- Семь песен на стихотворения А. С. Пушкина, op. 52 (1928―1929), в том числе «Ворон» (№ 2).
- «Полдень» (стихи Тютчева), op. 59 № 1 (1936)
- Семь песен на стихи русских и немецких поэтов, ор. 61 (1927―1951)